# 비비추
비비추는 용설란아과의 여러해살이물로 학명은 Hosta longipes이다.

## 특징
한국·일본 등에 분포하는 여러해살이풀로 잎은 길이 12-13cm, 폭 8-9cm이며, 진녹색이고 달걀형·심장형 또는 넓은달걀형이다. 꽃은 연보라인데 7월 중순에 총상꽃차례로 달린다. 종모양의 꽃잎은 6갈래로 갈라져 있고, 6개의 수술이 그 위로 솟으며 1개의 암술이 있다. 꽃길이는 3-4cm이며, 꽃자루 길이는 0.4-1.1cm 정도이다. 열매는 비스듬히 선 긴 타원형이고, 어린잎은 나물로 먹거나 관상용으로 재배한다. 산속 골짜기에 자라는 데 적합한 온도는 16-37°C이다.

## 재배 및 관리
약간 습한 유그늘에서 기르는 것이 좋다. 강한 광선에서는 잎 끝이 탄다. 봄·가을에 포기나누기로 번식시키고, 가을에 씨를 받아 바로 뿌리거나 이듬해 봄에 뿌리면 대량 생산이 가능하다.

## 참고 문헌
- 이 문서에는 다음커뮤니케이션(현 카카오)에서 GFDL 또는 CC-SA 라이선스로 배포한 글로벌 세계대백과사전의 내용을 기초로 작성된 글이 포함되어 있습니다.